# Équipe d'Algérie de football en 2013
Maillots
Actualités
L'année 2013 voit l'équipe d'Algérie disputer pas moins de 13 matchs (4 amicaux, 3 CAN, 6 QCM). Elle est marquée par une Coupe d'Afrique des nations de football 2013 catastrophique des fennecs (2 défaites, 1 nul) et par la campagne des éliminatoires de la Coupe du monde 2014.

## Déroulement de la saison

### Objectifs
L'objectif principal pour cette saison 2013, fixé par la Fédération algérienne de football, est de qualifier à Coupe du monde de football 2014 au Brésil.

Cet objectif est atteint le 19 novembre 2013 avec la victoire contre la Burkina Faso (1-0).

### Résumé de la saison
Cette année 2013 voit les premières sélections de Faouzi Ghoulam, Nacereddine Khoualed, Hocine El Orfi, Amir Karaoui, Yacine Brahimi, Hamza Koudri, Saphir Taïder, Laurent Agouazi, Nabil Ghilas et Ishak Belfodil.

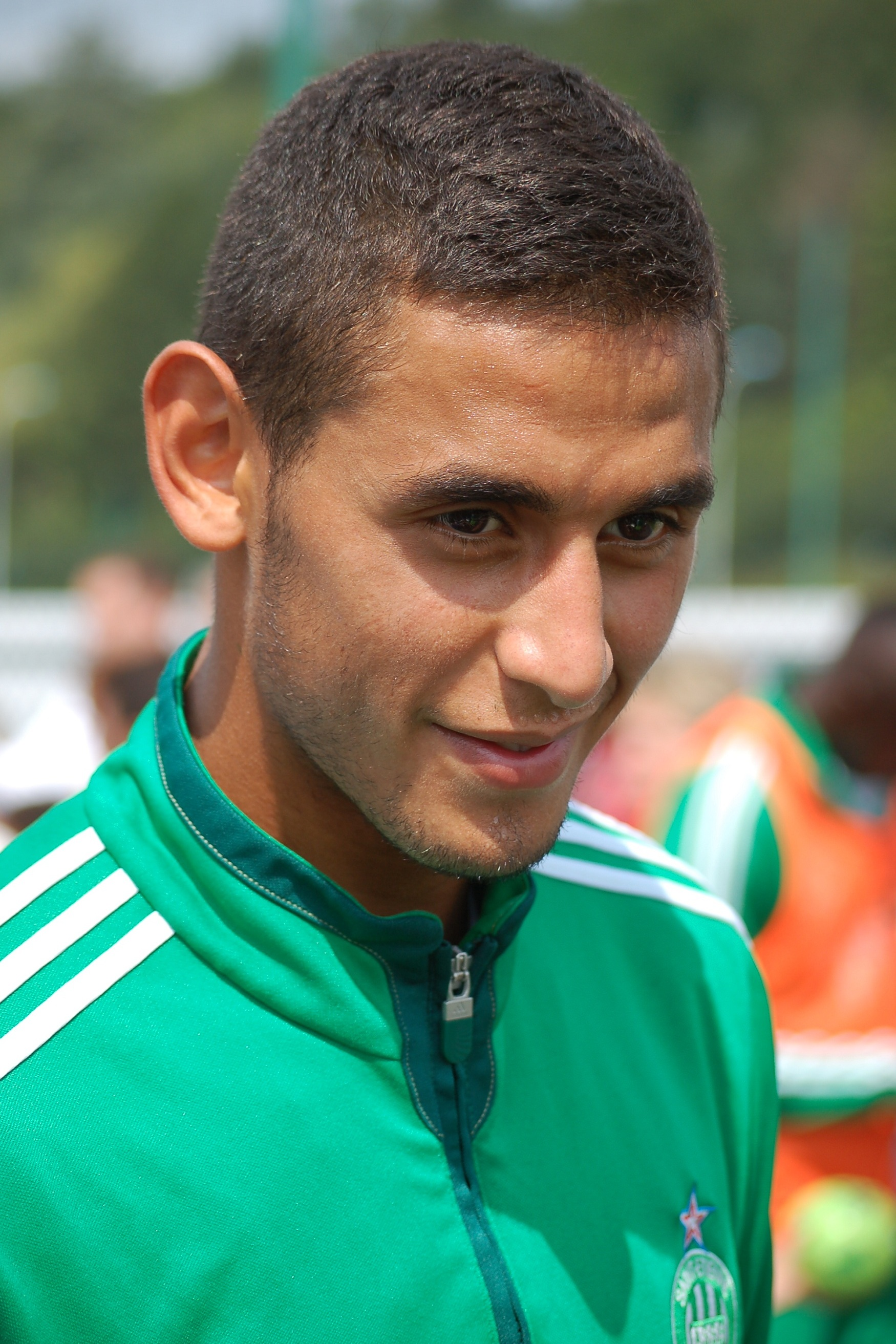
Faouzi Ghoulam
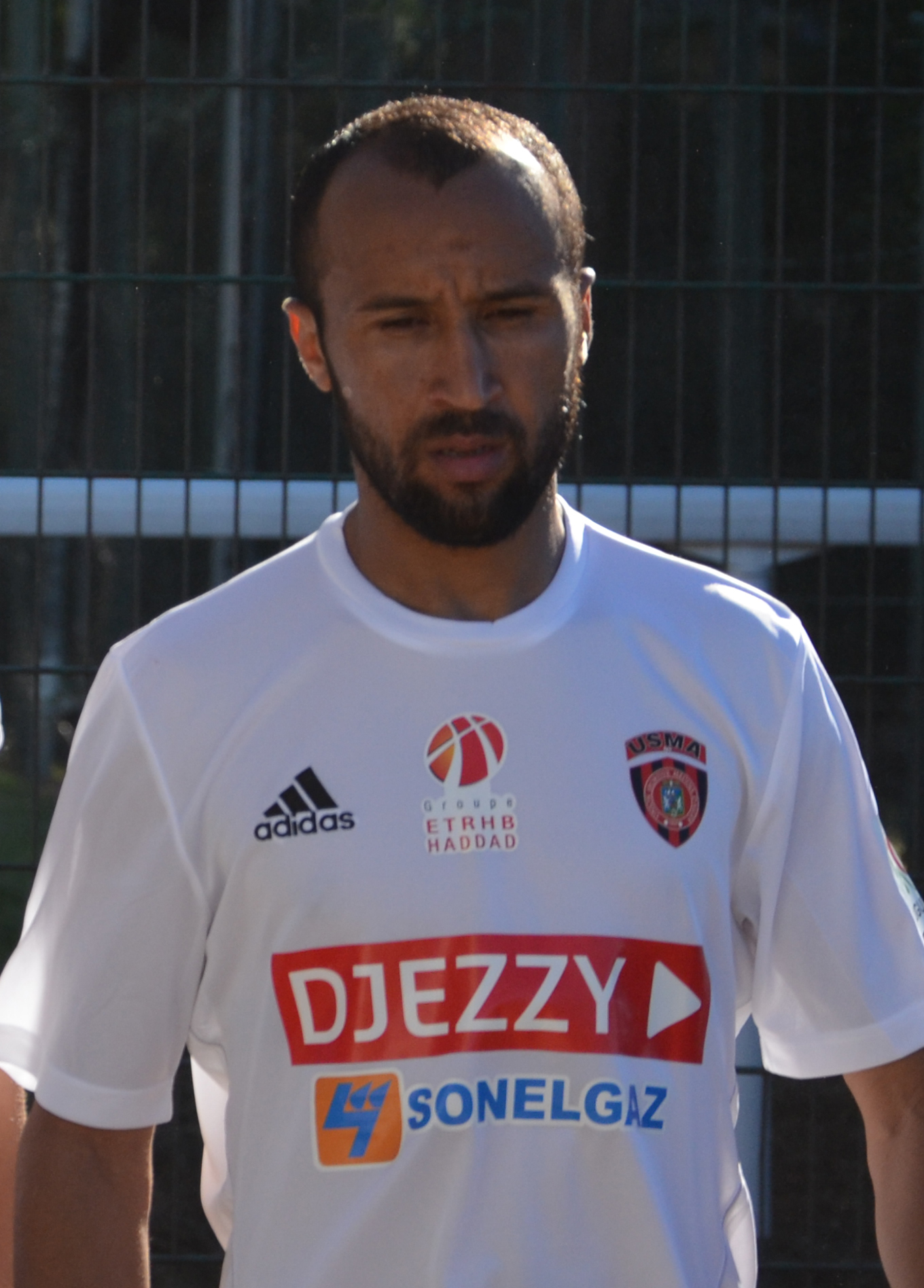
Nacereddine Khoualed
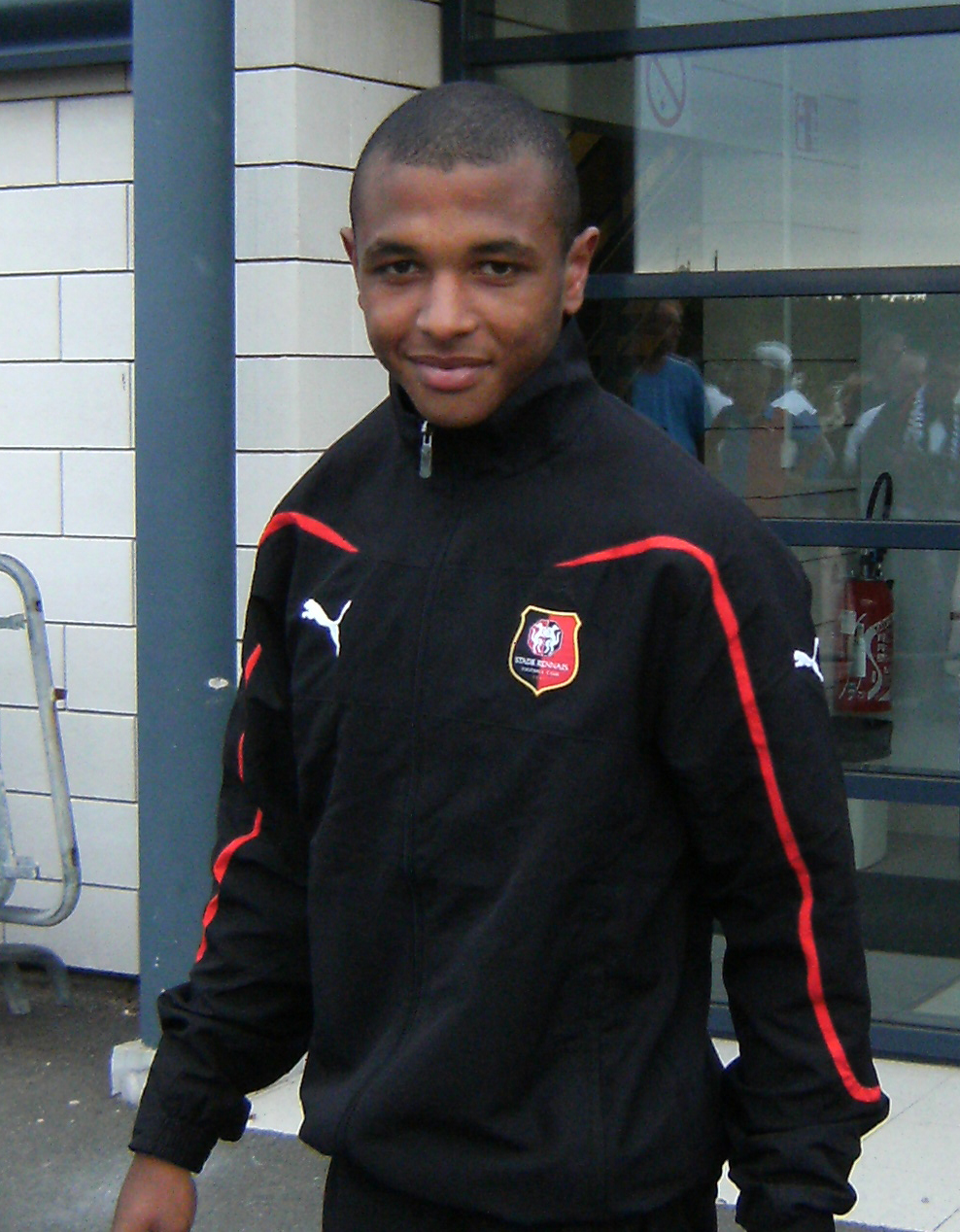
Yacine Brahimi
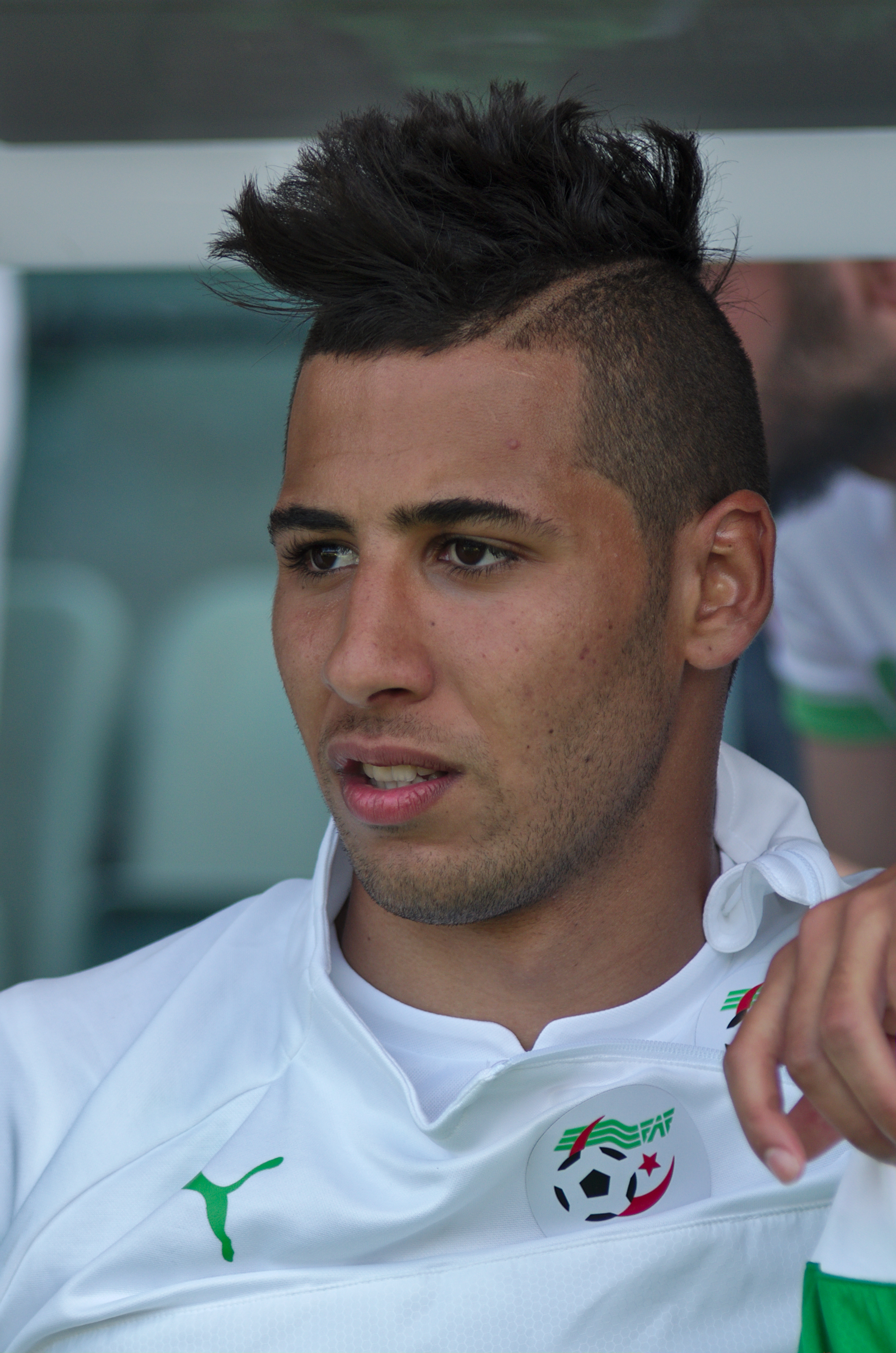
Saphir Taïder
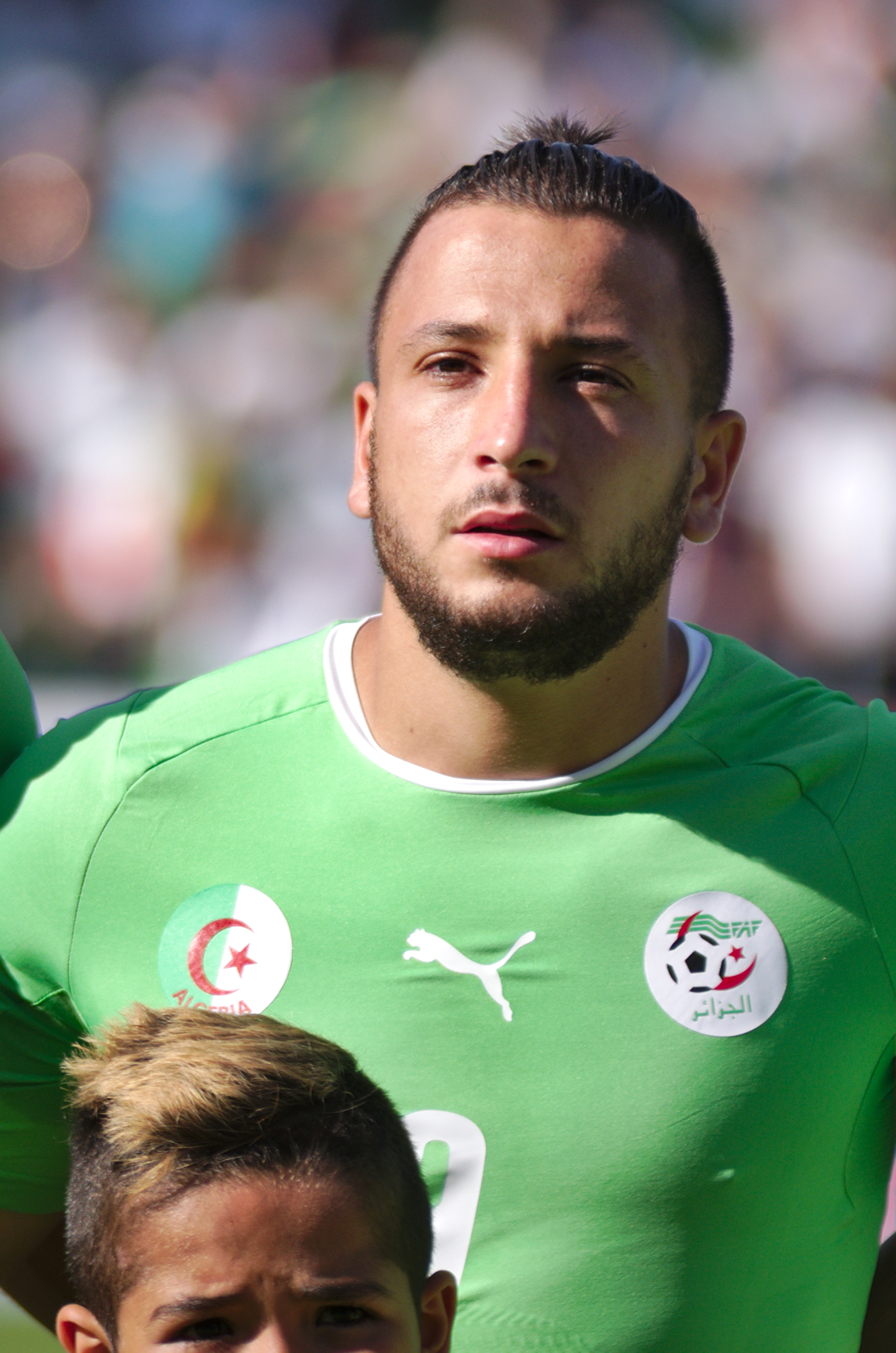
Nabil Ghilas
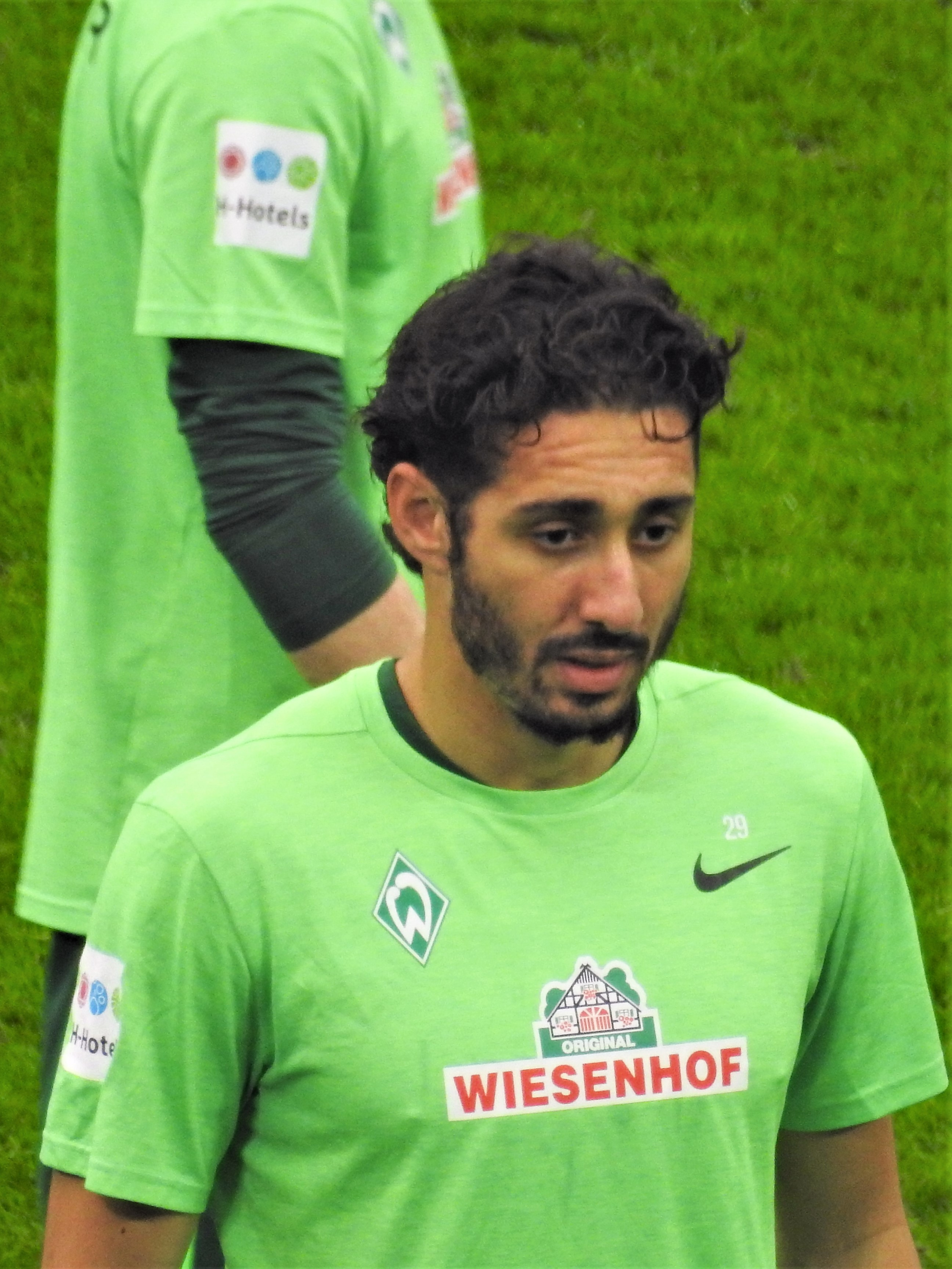
Ishak Belfodil

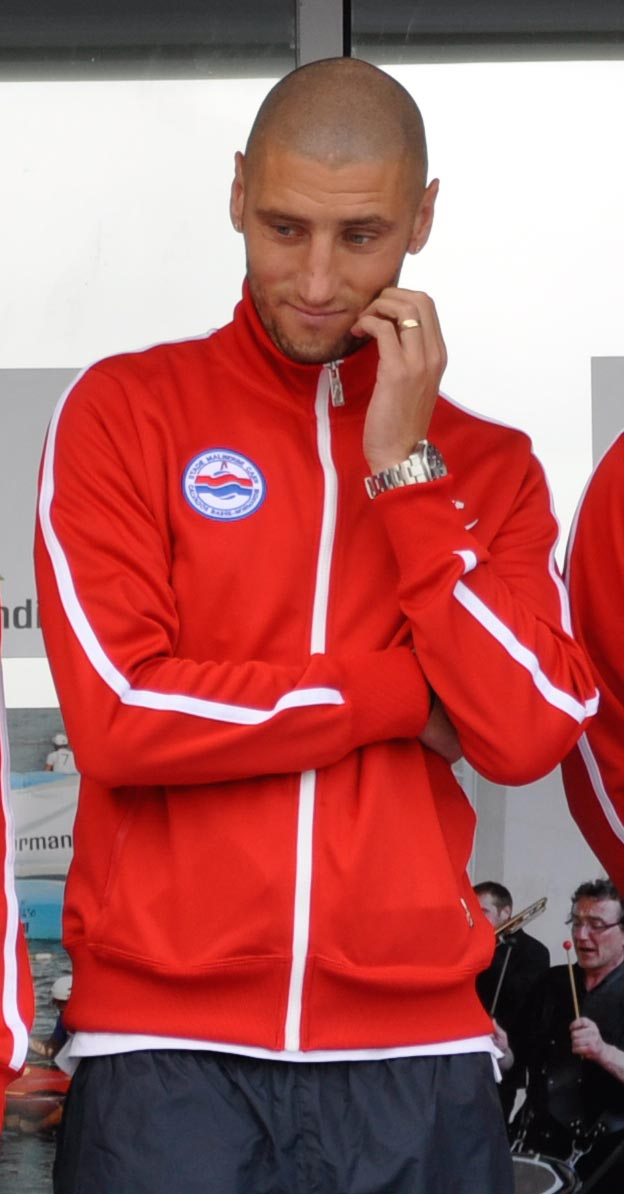
Laurent Agouazi
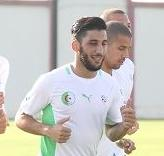
Amir Karaoui
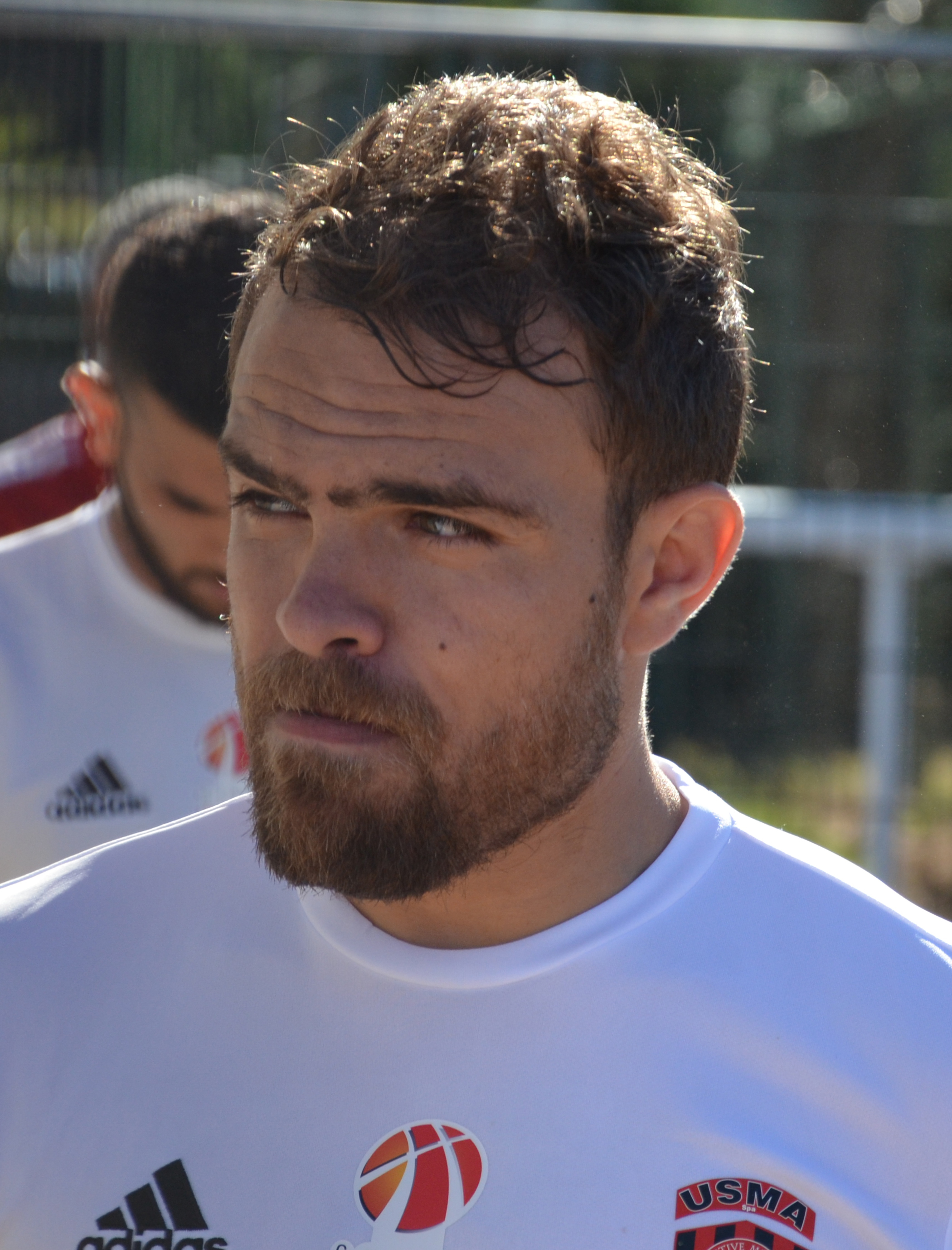
Hamza Koudri

### Classement FIFA 2013
Le tableau ci-dessous présente les coefficients mensuels de l'équipe d'Algérie publiés par la FIFA durant l'année 2013, fr.fifa.com.
| Mois | janv. | fév. | mars | avril | mai | juin | juillet | août | sept. | oct. | nov. | déc. |
| Rang | 22    | 34   | 34   | 35    | 35  | 35   | 34      | 34   | 28    | 32   | 26   | 26   |

### Classement de la CAF
Le tableau ci-dessous présente les coefficients mensuels de l'équipe d'Algérie dans la CAF publiés par la FIFA durant l'année 2013.
| Mois | janv. | fév. | mars | avril | mai | juin | juillet | août | sept. | oct. | nov. | déc. |
| Rang | 2     | 5    | 5    | 5     | 5   | 5    | 4       | 4    | 3     | 3    | 3    | 3    |

### Bilan
| Rang | Équipe  | Pts | J  | G | N | P | Bp | Bc | Diff |
| ---- | ------- | --- | -- | - | - | - | -- | -- | ---- |
| #    | Algérie | 21  | 12 | 6 | 3 | 3 | 17 | 11 | +6   |

## Joueurs et encadrement
| N° | Pos. | Nom                       | Date de Naissance | Sél. | Buts | Club              |
| -- | ---- | ------------------------- | ----------------- | ---- | ---- | ----------------- |
| 1  | GB   | Cédric Si Mohamed         | 9 janvier 1985    | 1    | 0    | JSM Béjaïa        |
| 16 | GB   | Mohamed Lamine Zemamouche | 19 mars 1985      | 4    | 0    | USM Alger         |
| 23 | GB   | Raïs M'Bolhi              | 25 avril 1986     | 26   | 0    | CSKA Sofia        |
|    |      |                           |                   |      |      |                   |
| 2  | DF   | Madjid Bougherra          | 7 octobre 1982    | 58   | 3    | Lekhwiya          |
| 3  | DF   | Faouzi Ghoulam            | 1er février 1991  | 3    | 0    | AS Saint-Étienne  |
| 4  | DF   | Ali Rial                  | 26 mars 1980      | 0    | 0    | JS Kabylie        |
| 5  | DF   | Rafik Halliche            | 2 septembre 1986  | 26   | 1    | Académica Coimbra |
| 6  | DF   | Djamel Mesbah             | 9 octobre 1984    | 24   | 0    | Parme FC          |
| 12 | DF   | Carl Medjani              | 15 mai 1985       | 22   | 0    | Olympiakos        |
| 17 | DF   | Liassine Cadamuro         | 5 mars 1988       | 5    | 0    | Real Sociedad     |
| 20 | DF   | Nacereddine Khoualed      | 16 avril 1986     | 2    | 0    | USM Alger         |
| 22 | DF   | Mehdi Mostefa             | 30 août 1983      | 19   | 0    | AC Ajaccio        |
|    |      |                           |                   |      |      |                   |
| 8  | ML   | Mehdi Lacen               | 15 mars 1984      | 25   | 0    | Getafe CF         |
| 10 | ML   | Sofiane Feghouli          | 26 décembre 1989  | 15   | 5    | Valence CF        |
| 11 | ML   | Yacine Brahimi            | 8 février 1990    | 4    | 0    | Granada CF        |
| 14 | ML   | Foued Kadir               | 5 décembre 1983   | 20   | 2    | Rennes            |
| 18 | ML   | Abdelmoumene Djabou       | 31 janvier 1987   | 4    | 1    | Club africain     |
| 19 | ML   | Saphir Taïder             | 29 février 1992   | 6    | 2    | Inter Milan       |
|    |      |                           |                   |      |      |                   |
| 9  | AT   | Ishak Belfodil            | 12 janvier 1992   | 2    | 0    | Inter Milan       |
| 13 | AT   | Islam Slimani             | 18 juin 1988      | 15   | 9    | Sporting Portugal |
| 15 | AT   | El Arbi Hillel Soudani    | 25 novembre 1987  | 17   | 9    | Dinamo Zagreb     |
| 21 | AT   | Nabil Ghilas              | 20 avril 1990     | 4    | 1    | FC Porto          |
| -  | AT   | Rafik Djebbour            | 8 mars 1984       | 32   | 5    | Olympiakos        |

## Matchs
| Date              | Stade, Ville, Pays                                | Adversaire     | Score | Compétition | Buteurs algériens :                   | Classement Fifa |
| ----------------- | ------------------------------------------------- | -------------- | ----- | ----------- | ------------------------------------- | --------------- |
| 12 janvier 2013   | Ellis Park Stadium Johannesburg, Afrique du Sud   | Afrique du Sud | 0 - 0 | A           |                                       | 22e             |
| 22 janvier 2013   | Royal Bafokeng Stadium Rustenburg, Afrique du Sud | Tunisie        | 1 - 0 | CAN 2013    |                                       | 22e             |
| 26 janvier 2013   | Royal Bafokeng Stadium Rustenburg, Afrique Du Sud | Togo           | 2 - 0 | CAN 2013    |                                       | 22e             |
| 30 janvier 2013   | Royal Bafokeng Stadium Rustenburg, Afrique Du Sud | Côte d'Ivoire  | 2 - 2 | CAN 2013    | Feghouli 64e (pen.), Soudani 70e      | 22e             |
| 26 mars 2013      | Stade Mustapha-Tchaker Blida, Algérie             | Bénin          | 3 - 1 | QCDM 2014   | Feghouli 10e, Taïder 60e, Slimani 92e | 34e             |
| 2 juin 2013       | Stade Mustapha-Tchaker Blida, Algérie             | Burkina Faso   | 2 - 0 | A           | Soudani 35e, Slimani 56e              | 35e             |
| 9 juin 2013       | Stade Charles-de-Gaulle Porto-Novo, Bénin         | Bénin          | 1 - 3 | QCDM 2014   | Slimani 38e 42e, N. Ghilas 78e        | 35e             |
| 16 juin 2013      | Stade Amahoro Kigali, Rwanda                      | Rwanda         | 0 - 1 | QCDM 2014   | Taïder 51e                            | 35e             |
| 14 août 2013      | Stade Mustapha-Tchaker Blida, Algérie             | Guinée         | 2 - 2 | A           | Guedioura 11e Djabou 24e              | 34e             |
| 10 septembre 2013 | Stade Mustapha-Tchaker Blida, Algérie             | Mali           | 1 - 0 | QCDM 2014   | Soudani 51e                           | 34e             |
| 12 octobre 2013   | Stade du 4-Août Ouagadougou, Burkina Faso         | Burkina Faso   | 2 - 3 | QCDM 2014   | Feghouli 50e, Medjani 69e             | 28e             |
| 19 novembre 2013  | Stade Mustapha-Tchaker Blida, Algérie             | Burkina Faso   | 1 - 0 | QCDM 2014   | Bougherra 49e                         | 32e             |

Légende: A : Match amical / CAN 2013 : Coupe d'Afrique des nations de football 2013 / QCDM 2014 : Éliminatoires de la Coupe du monde de football 2014

## Coupe d'Afrique des nations de football 2013

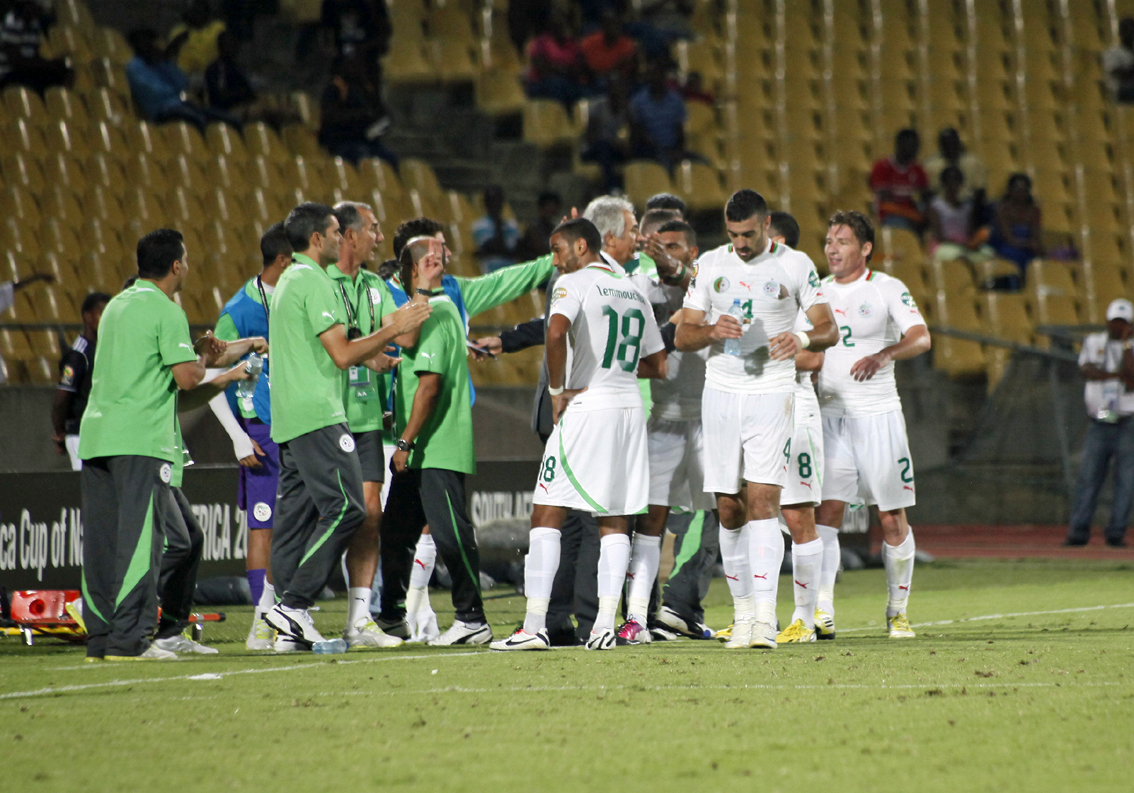
Les Verts reçoivent des encouragements pour leur match face à la Côte d'Ivoire en CAN 2013

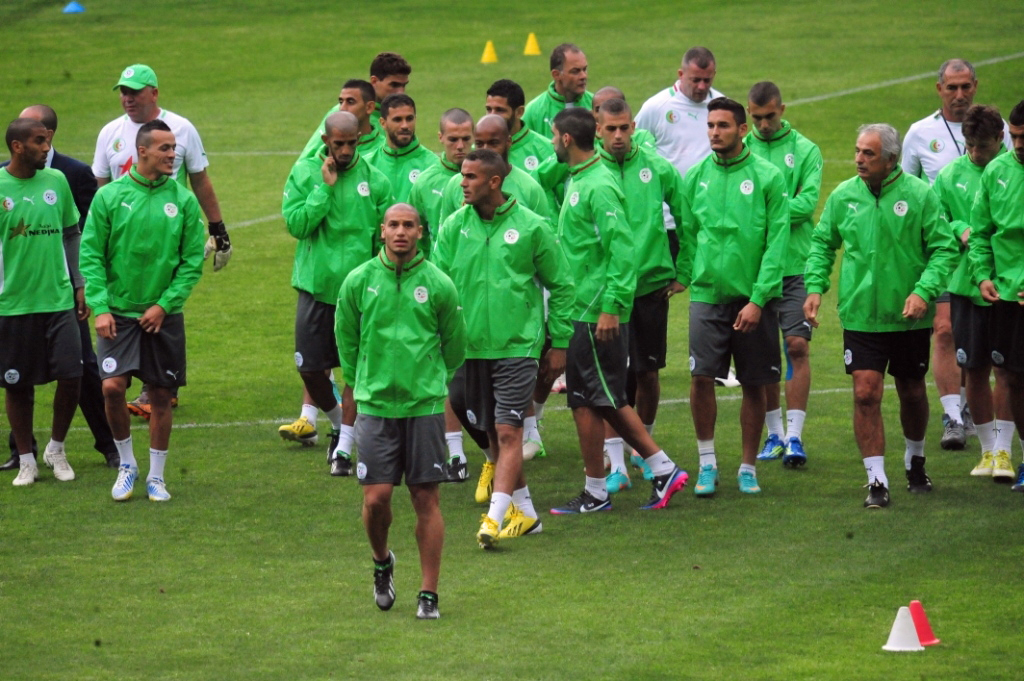
L'équipe nationale algérienne s'entraîne en Afrique du Sud en vue de son match d'ouverture en CAN 2013 contre la Tunisie.

Si l'équipe avait soulevé de nombreux espoirs chez ses supporters lors de la campagne de qualification, ceux-ci sont rapidement calmés. Dès le premier match, l'Algérie s'incline face à la Tunisie 1 à 0 (équipe qu'elle avait pourtant battu fin 2011 au début de l'ère Vahid) dans un match qu'elle domine de bout en bout mais où elle se fait surprendre sur une frappe remarquable de Youssef Msakni dans les arrêts de jeu
Les fennecs enchainent sur une deuxième défaite contre le Togo 2 à 0 dans un match qui ressemble beaucoup au premier. L'Algérie domine son adversaire et propose un jeu fait de passes courtes mais craque sur deux contre-attaques (Adebayor 31e et Wome 90e). Ce qui signifie l'élimination.
Enfin, le dernier match contre la Côte d'Ivoire est sans enjeu. Les fennecs jouent plus relâchés et inscrivent leurs premiers buts de la compétition (Sofiane Feghouli 64e et Hilal Soudani 70e) avant d'être repris (Didier Drogba 77e et Wilfried Bony 81e).

### Équipe d'Algérie qui participé à la CAN 2013
| N° | Pos. | Nom                    | Date de Naissance | Sél. | Buts | Club                 |
| -- | ---- | ---------------------- | ----------------- | ---- | ---- | -------------------- |
| 1  | GB   | Azzedine Doukha        | 5 août 1986       | 2    | 0    | USM El Harrach       |
| 16 | GB   | Cédric Si Mohamed      | 9 janvier 1985    | 1    | 0    | JSM Bejaïa           |
| 23 | GB   | Raïs M'Bolhi           | 25 avril 1986     | 25   | 0    | CSKA Sofia           |
|    |      |                        |                   |      |      |                      |
| 2  | DF   | Mehdi Mostefa          | 30 août 1983      | 17   | 0    | AC Ajaccio           |
| 3  | DF   | Liassine Cadamuro      | 5 mars 1988       | 5    | 0    | Real Sociedad        |
| 4  | DF   | Essaïd Belkalem        | 1er janvier 1989  | 11   | 0    | Watford FC           |
| 5  | DF   | Rafik Halliche         | 2 septembre 1986  | 25   | 1    | Académica Coimbra    |
| 6  | DF   | Djamel Mesbah          | 9 octobre 1984    | 22   | 0    | Parme FC             |
| 12 | DF   | Carl Medjani           | 15 mai 1985       | 20   | 0    | Olympiakos           |
| 21 | DF   | Faouzi Ghoulam         | 1er février 1991  | 3    | 0    | AS Saint-Etienne     |
| 22 | DF   | Ali Rial               | 26 mars 1980      | 0    | 0    | JS Kabylie           |
|    |      |                        |                   |      |      |                      |
| 7  | ML   | Ryad Boudebouz         | 19 février 1990   | 16   | 1    | SC Bastia            |
| 8  | ML   | Medhi Lacen            | 15 avril 1984     | 24   | 0    | Getafe CF            |
| 10 | ML   | Sofiane Feghouli       | 26 décembre 1989  | 15   | 4    | Valence CF           |
| 11 | ML   | Hameur Bouazza         | 22 février 1985   | 22   | 3    | Racing Santander     |
| 14 | ML   | Foued Kadir            | 5 décembre 1983   | 20   | 2    | Rennes               |
| 17 | ML   | Adlène Guedioura       | 12 novembre 1985  | 25   | 1    | Nottingham Forest FC |
| 18 | ML   | Khaled Lemmouchia      | 6 décembre 1981   | 27   | 0    | Club africain        |
| 20 | ML   | Saâd Tedjar            | 14 janvier 1986   | 7    | 0    | USM Alger            |
|    |      |                        |                   |      |      |                      |
| 9  | AT   | Islam Slimani          | 18 juin 1988      | 14   | 9    | Sporting Portugal    |
| 13 | AT   | Mohamed Amine Aoudia   | 6 juin 1987       | 7    | 0    | Dynamo Dresden       |
| 15 | AT   | El Arbi Hillel Soudani | 25 novembre 1987  | 15   | 8    | Dinamo Zagreb        |
| 19 | AT   | Yacine Bezzaz          | 10 juillet 1981   | 23   | 3    | CS Constantine       |

### Classements et résultats

#### Phase de poules

##### Groupe D
| Rang | Équipe        | Pts | J | G | N | P | Bp | Bc | Diff |
| ---- | ------------- | --- | - | - | - | - | -- | -- | ---- |
| 1    | Côte d'Ivoire | 7   | 3 | 2 | 1 | 0 | 7  | 3  | +4   |
| 2    | Togo          | 4   | 3 | 1 | 1 | 1 | 4  | 3  | +1   |
| 3    | Tunisie       | 4   | 3 | 1 | 1 | 1 | 2  | 4  | -2   |
| 4    | Algérie       | 1   | 3 | 0 | 1 | 2 | 2  | 5  | -3   |

| Date       | Équipe 1      | Résultat | Équipe 2      |
| ---------- | ------------- | -------- | ------------- |
| 22 janvier | Côte d'Ivoire | 2-1      | Togo          |
| 22 janvier | Tunisie       | 1-0      | Algérie       |
| 26 janvier | Côte d'Ivoire | 3-0      | Tunisie       |
| 26 janvier | Algérie       | 0-2      | Togo          |
| 30 janvier | Algérie       | 2-2      | Côte d'Ivoire |
| 30 janvier | Tunisie       | 1-1      | Togo          |

###### Algérie-Tunisie
| CAN 2015                                    | Tunisie              | 1 - 0   | Algérie | Stade Royal Bafokeng Rustenburg, Afrique du Sud |                                                 |
| 22 janvier 2013 · Historique des rencontres | Youssef Msakni 90+1e | (0 - 0) |         | Spectateurs : 20,000 Arbitrage : Bakary Gassama | Spectateurs : 20,000 Arbitrage : Bakary Gassama |
| 22 janvier 2013 · Historique des rencontres | rapport              |         |         | Spectateurs : 20,000 Arbitrage : Bakary Gassama | Spectateurs : 20,000 Arbitrage : Bakary Gassama |

| Tunisie | Algérie |

| Tunisie :       |    |                         |  |     |       |     |
|                 |    |                         |  |     |       |     |
| Gardien de but  | 22 | Moez Ben Cherifia       |  |     |       |     |
|                 | 2  | Bilel Ifa               |  |     |       |     |
|                 | 3  | Walid Hichri            |  |     |       |     |
|                 | 20 | Aymen Abdennour         |  |     | 13e   |     |
|                 | 12 | Khalil Chemmam          |  |     |       |     |
|                 | 14 | Mejdi Traoui            |  | 46e |       |     |
|                 | 21 | Khaled Mouelhi          |  |     |       |     |
|                 | 8  | Chadi Hammami           |  |     |       |     |
|                 | 17 | Issam Jemâa             |  | 16e |       |     |
|                 | 7  | Youssef Msakni          |  |     | 90+2e |     |
|                 | 19 | Saber Khalifa           |  |     |       |     |
| Remplaçants :   |    |                         |  |     |       |     |
|                 | 9  | Hamdi Harbaoui          |  | 16e | 85e   | 38e |
|                 | 10 | Oussama Darragi         |  | 46e |       |     |
|                 | 11 | Fakhreddine Ben Youssef |  | 85e |       |     |
| Sélectionneur : |    |                         |  |     |       |     |
| Sami Trabelsi   |    |                         |  |     |       |     |

| Algérie:          |    |                            |  |       |     |
|                   |    |                            |  |       |     |
| Gardien de but    | 23 | Raïs M'Bolhi               |  |       |     |
|                   | 3  | Liassine Cadamuro-Bentaïba |  | 74e   |     |
|                   | 4  | Essaïd Belkalem            |  |       |     |
|                   | 12 | Carl Medjani               |  |       |     |
|                   | 6  | Djamel Mesbah              |  |       | 72e |
|                   | 2  | Mehdi Mostefa              |  |       |     |
|                   | 17 | Adlène Guedioura           |  | 86e   |     |
|                   | 8  | Medhi Lacen                |  |       |     |
|                   | 10 | Sofiane Feghouli           |  |       |     |
|                   | 14 | Foued Kadir                |  | 90+3e |     |
|                   | 9  | Islam Slimani              |  |       |     |
| Remplaçants :     |    |                            |  |       |     |
|                   | 15 | El Arbi Hillel Soudani     |  | 74e   |     |
|                   | 18 | Khaled Lemmouchia          |  | 86e   |     |
|                   | 13 | Mohamed Amine Aoudia       |  | 90+2e |     |
| Sélectionneur :   |    |                            |  |       |     |
| Vahid Halilhodžic |    |                            |  |       |     |

| Assistants : Angesom Ogbamariam Peter Edibe Quatrième arbitre : Badara Diatta Homme du Match : Youssef Msakni |

###### Algérie-Togo
| CAN 2015                                    | Algérie | 0 - 2   | Togo                                    | Stade Royal Bafokeng Rustenburg, Afrique du Sud      |                                                      |
| 26 janvier 2013 · Historique des rencontres |         | (0 - 1) | 31e Emmanuel Adebayor · 90+5e Dové Wome | Spectateurs : 35,000 Arbitrage : Hamada Nampiandraza | Spectateurs : 35,000 Arbitrage : Hamada Nampiandraza |
| 26 janvier 2013 · Historique des rencontres | rapport |         |                                         | Spectateurs : 35,000 Arbitrage : Hamada Nampiandraza | Spectateurs : 35,000 Arbitrage : Hamada Nampiandraza |

| Algérie | Togo |

| Algérie :         |    |                        |  |     |        |
|                   |    |                        |  |     |        |
| Gardien de but    | 23 | Raïs M'Bolhi           |  |     |        |
|                   | 2  | Mehdi Mostefa          |  |     | 2e     |
|                   | 4  | Essaïd Belkalem        |  |     |        |
|                   | 5  | Rafik Halliche         |  |     | 90+10e |
|                   | 6  | Djamel Mesbah          |  |     |        |
|                   | 17 | Adlène Guedioura       |  |     | 39e    |
|                   | 8  | Medhi Lacen            |  | 83e | 48e    |
|                   | 10 | Sofiane Feghouli       |  |     |        |
|                   | 14 | Foued Kadir            |  | 66e |        |
|                   | 15 | El Arbi Hillel Soudani |  |     |        |
|                   | 9  | Islam Slimani          |  | 75e |        |
| Remplaçants :     |    |                        |  |     |        |
|                   | 19 | Yacine Bezzaz          |  | 66e |        |
|                   | 13 | Mohamed Amine Aoudia   |  | 75e |        |
|                   | 11 | Hameur Bouazza         |  | 83e |        |
| Sélectionneur :   |    |                        |  |     |        |
| Vahid Halilhodžic |    |                        |  |     |        |

| Togo :          |    |                    |  |     |     |
|                 |    |                    |  |     |     |
| Gardien de but  | 16 | Kossi Agassa       |  |     |     |
|                 | 6  | Abdoul-Gafar Mamah |  |     | 63e |
|                 | 5  | Serge Akakpo       |  |     | 90e |
|                 | 2  | Daré Nibombé       |  |     |     |
|                 | 21 | Dakonam Djene      |  |     |     |
|                 | 15 | Alaixys Romao      |  |     |     |
|                 | 8  | Komlan Amewou      |  |     |     |
|                 | 11 | Jonathan Ayité     |  | 88e | 41e |
|                 | 7  | Moustapha Salifou  |  | 57e |     |
|                 | 17 | Serge Gakpé        |  | 74e |     |
|                 | 4  | Emmanuel Adebayor  |  |     |     |
| Remplaçants :   |    |                    |  |     |     |
|                 | 3  | Dové Wome          |  | 57e |     |
|                 | 12 | Sapol Mani         |  | 74e |     |
|                 | 9  | Vincent Bossou     |  | 88e |     |
| Sélectionneur : |    |                    |  |     |     |
| Didier Six      |    |                    |  |     |     |

| Assistants : Félicien Kabanda Marwa Range Quatrième arbitre arbitre : Sylvester Kirwa Homme du Match : Emmanuel Adebayor |

###### Algérie-Côte d’Ivoire
| CAN 2015                                 | Algérie                                                  | 2 - 2   | Côte d'Ivoire                         | Stade Royal Bafokeng Rustenburg, Afrique du Sud    |                                                    |
| janvier 2013 · Historique des rencontres | Sofiane Feghouli 64e (pen.) · El Arbi Hillel Soudani 70e | (0 - 0) | 77e Didier Drogba · 81e Wilfried Bony | Spectateurs : 5,000 Arbitrage : Eric Otogo-Castane | Spectateurs : 5,000 Arbitrage : Eric Otogo-Castane |
| janvier 2013 · Historique des rencontres | rapport                                                  |         |                                       | Spectateurs : 5,000 Arbitrage : Eric Otogo-Castane | Spectateurs : 5,000 Arbitrage : Eric Otogo-Castane |

| Algérie | Côte d’Ivoire |

| Algérie :         |    |                        |  |     |     |
|                   |    |                        |  |     |     |
| Gardien de but    | 23 | Raïs M'Bolhi           |  |     |     |
|                   | 2  | Mehdi Mostefa          |  |     |     |
|                   | 4  | Essaïd Belkalem        |  |     |     |
|                   | 5  | Rafik Halliche         |  |     |     |
|                   | 6  | Djamel Mesbah          |  |     |     |
|                   | 18 | Khaled Lemmouchia      |  | 87e |     |
|                   | 17 | Adlène Guedioura       |  |     |     |
|                   | 8  | Medhi Lacen            |  |     | 26e |
|                   | 7  | Ryad Boudebouz         |  | 62e |     |
|                   | 15 | El Arbi Hillel Soudani |  | 82e |     |
|                   | 9  | Islam Slimani          |  |     |     |
| Remplaçants :     |    |                        |  |     |     |
|                   | 10 | Sofiane Feghouli       |  | 62e |     |
|                   | 14 | Foued Kadir            |  | 82e |     |
|                   | 20 | Saâd Tedjar            |  | 87e |     |
| Sélectionneur :   |    |                        |  |     |     |
| Vahid Halilhodžic |    |                        |  |     |     |

| Côte d’Ivoire : |    |                 |  |       |     |
|                 |    |                 |  |       |     |
| Gardien de but  | 16 | Daniel Yeboah   |  |       |     |
|                 | 20 | Igor Lolo       |  | 85e   | 48e |
|                 | 14 | Ismaël Traoré   |  |       |     |
|                 | 4  | Kolo Touré      |  |       |     |
|                 | 3  | Arthur Boka     |  |       |     |
|                 | 7  | Abdul Razak     |  | 90+2e |     |
|                 | 6  | Romaric         |  | 46e   |     |
|                 | 2  | Arouna Koné     |  |       |     |
|                 | 8  | Salomon Kalou   |  |       |     |
|                 | 12 | Wilfried Bony   |  |       |     |
|                 | 11 | Didier Drogba   |  |       |     |
| Remplaçants :   |    |                 |  |       |     |
|                 | 13 | Didier Ya Konan |  | 46e   |     |
|                 | 21 | Emmanuel Eboué  |  | 85e   |     |
|                 | 5  | Didier Zokora   |  | 90+2e |     |
| Sélectionneur : |    |                 |  |       |     |
| Sabri Lamouchi  |    |                 |  |       |     |

| Assistants : Angesom Ogbamariam Malik Alidu Salifu Quatrième arbitre arbitre : Gehad Grisha Homme du Match : Kolo Touré |

## Qualifications à la Coupe du monde 2014

### Deuxième tour
Après une CAN totalement loupée, l'équipe d'Algérie doit se replonger dans les éliminatoires de la Coupe du monde 2014. À l'entame de l'année 2013, les fennecs se trouvent à la deuxième position du groupe H avec 3 points en deux matchs (le leader est alors le Bénin avec 4 points).
Si l'Algérie veut se qualifier, elle doit réaliser un quasi sans faute afin de rester maitre de son destin dans un groupe où le Mali et le Bénin sont de sérieux prétendants. Ce sera chose faite, dès le mois de juin, puisqu'en enchainant trois victoires d'affilée (Bénin-Bénin-Rwanda), les fennecs affichent un total de 12 points en 5 rencontres. Ces résultats alliés à un bilan moins positif du Mali (1 victoire et 2 nuls) propulsent l'Algérie au dernier tour des Éliminatoires de la coupe du monde 2014 avant même la dernière journée.
| Rang | Équipe  | Pts | J | G | N | P | Bp | Bc | Diff |  | Résultats (▼ dom., ► ext.) |     |     |     |     |
| ---- | ------- | --- | - | - | - | - | -- | -- | ---- |  | -------------------------- | --- | --- | --- | --- |
| 1    | Algérie | 15  | 6 | 5 | 0 | 1 | 13 | 4  | +9   |  | Algérie                    |     | 1-0 | 3-1 | 4-0 |
| 2    | Mali    | 8   | 6 | 2 | 2 | 2 | 7  | 7  | 0    |  | Mali                       | 2-1 |     | 2-2 | 1-1 |
| 3    | Bénin   | 8   | 6 | 2 | 2 | 2 | 8  | 9  | -1   |  | Bénin                      | 1-3 | 1-0 |     | 2-0 |
| 4    | Rwanda  | 2   | 6 | 0 | 2 | 4 | 3  | 11 | -8   |  | Rwanda                     | 0-1 | 1-2 | 1-1 |     |

Matchs en 2013 comptant pour les qualifications à la Coupe du monde 2014 :
| Date         | Équipe 1 | Résultat | Équipe 2 |
| ------------ | -------- | -------- | -------- |
| 24 mars      | Rwanda   | 1-2      | Mali     |
| 26 mars      | Algérie  | 3-1      | Bénin    |
| 9 juin       | Bénin    | 1-3      | Algérie  |
| 9 juin       | Mali     | 1-1      | Rwanda   |
| 16 juin      | Rwanda   | 0-1      | Algérie  |
| 16 juin      | Mali     | 2-2      | Bénin    |
| 8 septembre  | Bénin    | 2-0      | Rwanda   |
| 10 septembre | Algérie  | 1-0      | Mali     |

À l'issue de la 5e journée, l'Algérie compte 4 points d'avance sur son dauphin, le Mali, et se retrouve qualifiée pour le 3e et dernier tour de qualification à la Coupe du monde 2014.
Cependant, le Mali a déposé un recours au près de la FIFA concernant des irrégularités au niveau du statut d'un joueur béninois et un autre Rwandais. Si la FIFA tranche en la faveur de la FMF, la course à la qualification serait relancée.
La victoire de l'Algérie face au Mali dans le cadre de la dernière journée (1-0), coupe court à toute réclamation. L'Algérie compte alors 7 points d'avance et ne peut plus être rattrapée.

### Troisième tour
Le 16 septembre 2013, le tirage au sort du 3e et dernier tour des éliminatoires de la coupe du monde 2014 désigne le Burkina Faso comme ultime adversaire de l'Algérie dans la course au mondial.
| QCDM 2014 Troisième Tour  | Burkina Faso                                   | 3 - 2   | Algérie                    | Stade du 4-Août, Ouagadougou |                           |
| 12 octobre 2013 16:00 GMT | 45e Pitroipa · 65eDjakaridja · (pen) 85e Bancé | (1 - 0) | 50e Feghouli · 69e Medjani | Arbitrage : Janny Sikazwe    | Arbitrage : Janny Sikazwe |
| 12 octobre 2013 16:00 GMT | Rapport                                        |         |                            | Arbitrage : Janny Sikazwe    | Arbitrage : Janny Sikazwe |

Le match aller voit le Burkina Faso l'emporter sur le score de 3 buts à 2. Le match animé, à rebondissement et dans l'ensemble plaisant, est malheureusement marqué par une décision arbitrale. À la 85e minute, l'arbitre zambien de la rencontre, Janny Sikazwe, décide d'accorder un penalty aux locaux pour une faute de main, qui a lieu hors de la surface et qui reste très discutable (le défenseur se tenant les mains dans le dos).

Par la suite, une polémique naitra sur les réseaux sociaux quant à l'utilisation de Préjuce Nakoulma par le Burkina Faso. En effet, se basant sur les rapports de plusieurs sites de statistiques sportives, une rumeur prétend que le joueur devait être suspendu en raison de deux cartons jaunes reçus lors des deux derniers matchs des étalons (Niger et Gabon). Or, les feuilles de match disponibles sur le site de la FIFA ne présentent qu'un seul carton jaune (contre le Niger).
| QCDM 2014 Troisième Tour     | Algérie       | 1-0   | Burkina Faso | Stade Mustapha-Tchaker, Blida |                           |
| 19 novembre 2013 19h15 UTC+1 | 49e Bougherra | (0-0) |              | Arbitrage : Badara Diatta     | Arbitrage : Badara Diatta |

L'Algérie s'impose (1-0) à domicile et se qualifie pour le mondial 2014.
Après avoir eu une campagne décevante à la Coupe d'Afrique 2013, il a été spéculé que Vahid Halilhodžic allait être limogé, mais la FAF a décidé de s'en tenir avec lui. Après confirmation de séjour de leur gestionnaire, l'Algérie a continué la qualification camapign de coupe du monde où ils avaient commencé de façon positive avec une victoire et une défaite. Algérie a poursuivi sa campagne gagner 3-1 contre Bénin à la maison et les battre à nouveau 3-1 à l'extérieur de leur stade. Ils ont continué en remportant contre Rwanda 1-0 loin de leur stade, et c'est la façon dont ils garantis qu'ils ont gagné le groupe. Leur dernier match ne voulait rien dire mais l'Algérie a toujours gagné 1-0 Contre l'équipe Mali à la maison et a fini par se terminant au sommet de leur groupe. Après garniture groupe H, l'Algérie a été établi avec le Burkina Faso comme leur adversaire final. La 1re étape a eu lieu au Burkina Faso, et le second était en Algérie. La première étape s'est terminée en défaite 3-2 au Burkina Faso et il indigné certains supporters algériens que le Burkina a reçu une fausse pénalité. La deuxième étape était un jeu rude mais l'Algérie a réussi à mettre au rebut un controversée victoire 1-0 pour se qualifier pour la Coupe du monde 2014.

## Résultats détaillés
| Amical                             | Afrique du Sud | 0 - 0   | Algérie | Ellis Park Stadium Johannesburg, Afrique du Sud      |                                                      |
| Samedi 12 janvier 2013 19h15 UTC+2 |                | (0 - 0) |         | Spectateurs : 14 558 Arbitrage : Osiase William Koto | Spectateurs : 14 558 Arbitrage : Osiase William Koto |
| Samedi 12 janvier 2013 19h15 UTC+2 | (Rapport)      |         |         | Spectateurs : 14 558 Arbitrage : Osiase William Koto | Spectateurs : 14 558 Arbitrage : Osiase William Koto |

| CAN 2013 Journée 1                | Tunisie    | 1 - 0   | Algérie | Royal Bafokeng Stadium Rustenburg, Afrique Du Sud |                                                 |
| Mardi 22 janvier 2013 19h00 UTC+2 | Msakni 91e | (0 - 0) |         | Spectateurs : 20 000 Arbitrage : Bakary Gassama   | Spectateurs : 20 000 Arbitrage : Bakary Gassama |
| Mardi 22 janvier 2013 19h00 UTC+2 | (Rapport)  |         |         | Spectateurs : 20 000 Arbitrage : Bakary Gassama   | Spectateurs : 20 000 Arbitrage : Bakary Gassama |

| CAN 2013 Journée 2                 | Algérie   | 0 - 2   | Togo                    | Royal Bafokeng Stadium Rustenburg, Afrique Du Sud    |                                                      |
| Samedi 26 janvier 2013 19h00 UTC+2 |           | (0 - 1) | 31e Adebayor · 93e Wome | Spectateurs : 35 000 Arbitrage : Hamada Nampiandraza | Spectateurs : 35 000 Arbitrage : Hamada Nampiandraza |
| Samedi 26 janvier 2013 19h00 UTC+2 | (Rapport) |         |                         | Spectateurs : 35 000 Arbitrage : Hamada Nampiandraza | Spectateurs : 35 000 Arbitrage : Hamada Nampiandraza |

| CAN 2013 Journée 3                   | Algérie                           | 2 - 2   | Côte d'Ivoire         | Royal Bafokeng Stadium Rustenburg, Afrique Du Sud  |                                                    |
| Mercredi 30 janvier 2013 18h00 UTC+2 | Feghouli 64e (pen.) · Soudani 70e | (0 - 0) | 76e Drogba · 80e Bony | Spectateurs : 5 000 Arbitrage : Eric Otogo-Castane | Spectateurs : 5 000 Arbitrage : Eric Otogo-Castane |
| Mercredi 30 janvier 2013 18h00 UTC+2 | (Rapport)                         |         |                       | Spectateurs : 5 000 Arbitrage : Eric Otogo-Castane | Spectateurs : 5 000 Arbitrage : Eric Otogo-Castane |

| QCDM 2014 Journée 3            | Algérie                                 | 3 - 1   | Bénin       | Stade Mustapha-Tchaker Blida, Algérie                    |                                                          |
| Mardi 26 mars 2013 20h30 UTC+0 | Feghouli 10e · Taïder 60e · Slimani 92e | (1 - 1) | 26e Gestede | Spectateurs : 32 000 Arbitrage : Rajindraparsad Seechurn | Spectateurs : 32 000 Arbitrage : Rajindraparsad Seechurn |
| Mardi 26 mars 2013 20h30 UTC+0 | (Rapport)                               |         |             | Spectateurs : 32 000 Arbitrage : Rajindraparsad Seechurn | Spectateurs : 32 000 Arbitrage : Rajindraparsad Seechurn |

| Amical                           | Algérie                   | 2 - 0   | Burkina Faso | Stade Mustapha-Tchaker Blida, Algérie             |                                                   |
| Dimanche 2 juin 2013 17h00 UTC+1 | Soudani 35e · Slimani 56e | (1 - 0) |              | Spectateurs : 2 000 Arbitrage : Nasrallah Jaouadi | Spectateurs : 2 000 Arbitrage : Nasrallah Jaouadi |
| Dimanche 2 juin 2013 17h00 UTC+1 | (Rapport)                 |         |              | Spectateurs : 2 000 Arbitrage : Nasrallah Jaouadi | Spectateurs : 2 000 Arbitrage : Nasrallah Jaouadi |

| QCDM 2014 Journée 4              | Bénin       | 1 - 3   | Algérie                         | Stade Charles-de-Gaulle Porto-Novo, Bénin    |                                              |
| Dimanche 9 juin 2013 16h00 UTC+1 | Gestede 32e | (1 - 2) | 38e 42e Slimani · 78e N. Ghilas | Spectateurs : 8 000 Arbitrage : Alioum Néant | Spectateurs : 8 000 Arbitrage : Alioum Néant |
| Dimanche 9 juin 2013 16h00 UTC+1 | (Rapport)   |         |                                 | Spectateurs : 8 000 Arbitrage : Alioum Néant | Spectateurs : 8 000 Arbitrage : Alioum Néant |

| QCDM 2014 Journée 5               | Rwanda    | 0 - 1   | Algérie    | Stade Amahoro Kigali, Rwanda                    |                                                 |
| Dimanche 16 juin 2013 15h30 UTC+2 |           | (0 - 0) | 51e Taïder | Spectateurs : 15 000 Arbitrage : Yakhouba Keita | Spectateurs : 15 000 Arbitrage : Yakhouba Keita |
| Dimanche 16 juin 2013 15h30 UTC+2 | (Rapport) |         |            | Spectateurs : 15 000 Arbitrage : Yakhouba Keita | Spectateurs : 15 000 Arbitrage : Yakhouba Keita |

| Amical                            | Algérie                    | 2 - 2   | Guinée        | Stade Mustapha-Tchaker Blida, Algérie          |                                                |
| Mercredi 14 août 2013 20h30 UTC+1 | 11e Guedioura · 24e Djabou | (2 - 0) | 56e 60e Cissé | Spectateurs : faible Arbitrage : Ali Lemghirfi | Spectateurs : faible Arbitrage : Ali Lemghirfi |
| Mercredi 14 août 2013 20h30 UTC+1 | (Rapport)                  |         |               | Spectateurs : faible Arbitrage : Ali Lemghirfi | Spectateurs : faible Arbitrage : Ali Lemghirfi |

| QCDM 2014 Journée 6                | Algérie     | 1 - 0   | Mali | Stade Mustapha-Tchaker Blida, Algérie               |                                                     |
| Mardi10 septembre 2013 20h30 UTC+1 | 38e Soudani | (0 - 0) |      | Spectateurs : 20 000 Arbitrage : Eric Otogo Castane | Spectateurs : 20 000 Arbitrage : Eric Otogo Castane |
| Mardi10 septembre 2013 20h30 UTC+1 | (Rapport)   |         |      | Spectateurs : 20 000 Arbitrage : Eric Otogo Castane | Spectateurs : 20 000 Arbitrage : Eric Otogo Castane |

| QCDM 2014 Troisième Tour    | Burkina Faso                                 | 3 - 2   | Algérie                    | Stade du 4-Août, Ouagadougou |                           |
| 12 octobre 2013 17h00 UTC+0 | 45+2e Pitroipa · 65e Koné · 86e Bancé (pen.) | (1 - 0) | 50e Feghouli · 69e Medjani | Arbitrage : Janny Sikazwe    | Arbitrage : Janny Sikazwe |
| 12 octobre 2013 17h00 UTC+0 | (Rapport)                                    |         |                            | Arbitrage : Janny Sikazwe    | Arbitrage : Janny Sikazwe |

| QCDM 2014 Troisième Tour     | Algérie       | 1 - 0   | Burkina Faso | Stade Mustapha-Tchaker, Blida                  |                                                |
| 19 novembre 2013 19h15 UTC+1 | 49e Bougherra | (0 - 0) |              | Spectateurs : 35 000 Arbitrage : Badara Diatta | Spectateurs : 35 000 Arbitrage : Badara Diatta |
| 19 novembre 2013 19h15 UTC+1 | (Rapport)     |         |              | Spectateurs : 35 000 Arbitrage : Badara Diatta | Spectateurs : 35 000 Arbitrage : Badara Diatta |

## Statistiques

### Temps de jeu des joueurs
| Joueurs                                                              |                 |                 |                 |                 |                 |                 |                 |                 |                 |                 |                 |                 |                 |                 |                 |                 |                 |                 |
| Gardiens de but                                                      | Gardiens de but | Gardiens de but | Gardiens de but | Gardiens de but | Gardiens de but | Gardiens de but | Gardiens de but | Gardiens de but | Gardiens de but | Gardiens de but | Gardiens de but | Gardiens de but | Gardiens de but | Gardiens de but | Gardiens de but | Gardiens de but | Gardiens de but | Gardiens de but |
| -------------------------------------------------------------------- | --------------- | --------------- | --------------- | --------------- | --------------- | --------------- | --------------- | --------------- | --------------- | --------------- | --------------- | --------------- | --------------- | --------------- | --------------- | --------------- | --------------- | --------------- |
| Raïs M'Bolhi (Krylia Sovetov Samara puis AC Ajaccio puis CSKA Sofia) | 90              | 90              | 90              | 90              | 90              | 44              | 90              | 90              |                 | 90              | 90              |                 |                 |                 |                 |                 |                 |                 |
| Azzedine Doukha (USM El Harrach)                                     |                 |                 |                 |                 |                 | 46              |                 |                 | 90              |                 |                 |                 |                 |                 |                 |                 |                 |                 |
| Amine Zemmamouche (USM Alger)                                        |                 |                 |                 |                 |                 |                 |                 |                 |                 |                 |                 | 90              |                 |                 |                 |                 |                 |                 |
| Défenseurs                                                           |                 |                 |                 |                 |                 |                 |                 |                 |                 |                 |                 |                 |                 |                 |                 |                 |                 |                 |
| Carl Medjani (AS Monaco puis Olympiakos)                             | 57              | 90              |                 |                 | 90              | 90              | 90              | 90              | 25              | 90              | 90              | 90              |                 |                 |                 |                 |                 |                 |
| Mehdi Mostefa (AC Ajaccio)                                           | 90              | 90              |                 | 90              | 90              | 90              | 90              | 90              | 46              | 64              | 90              | 86              |                 |                 |                 |                 |                 |                 |
| Djamel Mesbah (AC Milan puis Parme FC)                               | 90              | 90              | 90              | 90              |                 | 90              | 90              | 90              | 90              | 90              | 90              |                 |                 |                 |                 |                 |                 |                 |
| Liassine Cadamuro-Bentaïba (Real Sociedad)                           | 28              | 74              |                 |                 |                 |                 |                 |                 |                 |                 |                 |                 |                 |                 |                 |                 |                 |                 |
| Essaïd Belkalem (JS Kabylie puis Watford FC)                         | 90              | 90              | 90              | 90              | 90              | 65              | 90              | 90              |                 |                 | 90              |                 |                 |                 |                 |                 |                 |                 |
| Rafik Halliche (Académica Coimbra)                                   | 33              |                 | 90              | 90              |                 | 25              |                 |                 | 90              |                 |                 |                 |                 |                 |                 |                 |                 |                 |
| Faouzi Ghoulam (AS Saint-Etienne)                                    |                 |                 |                 |                 | 90              | 24              | 27              |                 |                 |                 |                 | 90              |                 |                 |                 |                 |                 |                 |
| Nacereddine Khoualed (USM Alger)                                     |                 |                 |                 |                 |                 |                 |                 |                 | 90              | 90              |                 | 90              |                 |                 |                 |                 |                 |                 |
| Madjid Bougherra (Lekhwiya)                                          |                 |                 |                 |                 |                 | 90              | 90              | 90              | 90              | 90              | 90              | 90              |                 |                 |                 |                 |                 |                 |
| Milieux de terrain                                                   |                 |                 |                 |                 |                 |                 |                 |                 |                 |                 |                 |                 |                 |                 |                 |                 |                 |                 |
| Ryad Boudebouz (FC Sochaux)                                          | 10              |                 |                 | 62              |                 |                 |                 |                 |                 |                 |                 |                 |                 |                 |                 |                 |                 |                 |
| Hassan Yebda (Grenade CF)                                            |                 |                 |                 |                 |                 |                 |                 |                 |                 | 90              | 68              | 23              |                 |                 |                 |                 |                 |                 |
| Hocine El Orfi (USM Alger)                                           |                 |                 |                 |                 |                 |                 |                 |                 |                 | 2               |                 |                 |                 |                 |                 |                 |                 |                 |
| Amir Karaoui (ES Sétif)                                              |                 |                 |                 |                 |                 |                 |                 |                 |                 | 26              |                 |                 |                 |                 |                 |                 |                 |                 |
| Mehdi Lacen (Getafe CF)                                              |                 | 90              | 83              | 90              |                 |                 | 90              | 5               | 85              |                 | 7               | 90              |                 |                 |                 |                 |                 |                 |
| Adlène Guedioura (Nottingham Forest)                                 | 75              | 86              | 90              | 90              | 90              | 79              | 4               | 90              | 65              |                 | 22              |                 |                 |                 |                 |                 |                 |                 |
| Sofiane Feghouli (Valence CF)                                        | 80              | 90              | 90              | 28              | 90              |                 | 86              | 85              |                 |                 | 90              | 90              |                 |                 |                 |                 |                 |                 |
| Khaled Lemmouchia (Club africain)                                    | 62              | 4               |                 | 87              |                 |                 |                 |                 |                 |                 |                 |                 |                 |                 |                 |                 |                 |                 |
| Saâd Tedjar (USM Alger)                                              | 15              |                 |                 | 3               |                 |                 |                 |                 |                 |                 |                 |                 |                 |                 |                 |                 |                 |                 |
| Hameur Bouazza (Racing Santander)                                    | 90              |                 | 7               |                 |                 |                 |                 |                 |                 |                 |                 |                 |                 |                 |                 |                 |                 |                 |
| Foued Kadir (Valenciennes FC) puis (Olympique de Marseille)          | 57              | 90              | 65              | 8               |                 |                 |                 | 19              |                 |                 | 0               | 0               |                 |                 |                 |                 |                 |                 |
| Yacine Brahimi (Grenade CF)                                          |                 |                 |                 |                 | 71              |                 |                 | 71              | 44              |                 |                 | 67              |                 |                 |                 |                 |                 |                 |
| Hamza Koudri (USM Alger)                                             |                 |                 |                 |                 | 19              |                 |                 |                 |                 |                 |                 |                 |                 |                 |                 |                 |                 |                 |
| Saphir Taïder (Bologne FC) puis (Inter Milan)                        |                 |                 |                 |                 | 90              | 83              | 90              | 90              | 44              | 88              | 83              | 4               |                 |                 |                 |                 |                 |                 |
| Abdelmoumene Djabou (Club Africain)                                  |                 |                 |                 |                 | 0               | 7               |                 |                 | 46              | 90              |                 |                 |                 |                 |                 |                 |                 |                 |
| Laurent Agouazi (SM Caen)                                            |                 |                 |                 |                 |                 | 11              |                 |                 | 5               |                 |                 |                 |                 |                 |                 |                 |                 |                 |
| Attaquants                                                           |                 |                 |                 |                 |                 |                 |                 |                 |                 |                 |                 |                 |                 |                 |                 |                 |                 |                 |
| Mohamed Amine Aoudia (ES Sétif puis Dynamo Dresden)                  | 13              | 0               | 16              |                 |                 |                 |                 |                 |                 |                 |                 |                 |                 |                 |                 |                 |                 |                 |
| El Arbi Hillel Soudani (Vitoria Guimarães puis Dinamo Zagreb)        | 33              | 16              | 90              | 82              | 90              | 66              | 63              |                 | 46              | 90              | 90              | 90              |                 |                 |                 |                 |                 |                 |
| Islam Slimani (CR Belouizdad puis Sporting Portugal)                 | 77              | 90              | 74              | 90              | 14              | 44              | 74              | 82              | 18              |                 | 90              | 90              |                 |                 |                 |                 |                 |                 |
| Yacine Bezzaz (CS Constantine)                                       |                 |                 | 25              |                 |                 |                 |                 |                 |                 |                 |                 |                 |                 |                 |                 |                 |                 |                 |
| Rafik Djebbour (Olympiakos)                                          |                 |                 |                 |                 | 76              | 46              |                 | 8               |                 |                 |                 |                 |                 |                 |                 |                 |                 |                 |
| Nabil Ghilas (Moreirense FC puis FC Porto)                           |                 |                 |                 |                 |                 | 90              | 16              |                 | 72              | 90              |                 |                 |                 |                 |                 |                 |                 |                 |
| Ishak Belfodil (Inter Milan)                                         |                 |                 |                 |                 |                 |                 |                 |                 | 44              | 0               |                 |                 |                 |                 |                 |                 |                 |                 |

- Les nombres présents dans chaque case de la matrice représentent le nombre de minutes jouées par le joueur lors de ce match (0 signifie que le joueur est entré pendant le temps additionnel).

### Buteurs
4 buts     
- Islam Slimani  ( Bénin × 3)   ( Burkina Faso)

3 buts    
- Sofiane Feghouli ( Côte d'Ivoire)   ( Bénin)   ( Burkina Faso)
- El Arbi Hillel Soudani  ( Côte d'Ivoire)   ( Burkina Faso)   ( Mali)

2 buts   
- Saphir Taïder  ( Bénin)   ( Rwanda)

1 but  
- Nabil Ghilas  ( Bénin)
- Abdelmoumene Djabou  ( Guinée)
- Adlène Guedioura  ( Guinée)
- Carl Medjani  ( Burkina Faso)

### Passeurs décisifs
2 passes 
- Saphir Taïder
  -  Bénin : à Islam Slimani
  -  Bénin : à Islam Slimani
- Adlène Guedioura
  -  Côte d'Ivoire : à El Arbi Hillel Soudani
  -  Guinée : à Abdelmoumene Djabou

1 passe 
- El Arbi Hillel Soudani
  -  Bénin : à Saphir Taïder
- Faouzi Ghoulam
  -  Bénin : à Sofiane Feghouli
- Mehdi Lacen
  -  Bénin : à Islam Slimani
- Djamel Mesbah
  -  Bénin : à Nabil Ghilas
- Sofiane Feghouli
  -  Côte d'Ivoire : à El Arbi Hillel Soudani
- Islam Slimani
  -  Rwanda : à Saphir Taïder

### Cartons jaunes
3 cartons jaunes   
- Mehdi Lacen (47e  Togo; 25e  Côte d'Ivoire; 49e  Guinée)

2 cartons jaunes  
- Djamel Mesbah (72e  Tunisie, 65e  Burkina Faso)
- Adlène Guedioura (38e  Togo; 38e  Guinée)
- Madjid Bougherra (83e  Mali; 44e  Burkina Faso)

1 carton jaune 
- Liassine Cadamuro (86e  Afrique du Sud)
- Mehdi Mostefa (2e  Togo)
- Rafik Halliche (90e  Togo)
- Hassan Yebda (84e  Mali)

## Maillot
L'équipe d'Algérie porte en 2013 un maillot confectionné par l'équipementier Puma.
| Couleurs | Blanc et Vert |           |           |           |
| Marque   | Puma          |           |           |           |
| Domicile | Extérieur     | Gardien 1 | Gardien 2 | Gardien 3 |